# Победоносцев, Александр Викторович
Алекса́ндр Ви́кторович Победоно́сцев (укр. Олександр Вікторович Побєдоносцев, род. 19 ноября 1981 года, Киев, УССР, СССР) — украинский хоккеист, игрок сборной Украины.

## Биография
Воспитанник киевской хоккейной школы, где и начал карьеру в юношеском составе клуба «Сокол», выступавшем в Восточно-европейской хоккейной лиге (ВЕХЛ) (сезон 1998/1999). В последующие годы продолжил выступать за киевские клубы, игравшие в ВЕХЛ и в первенстве Украины — «Крижинка», «Киев» и в основном составе «Сокола», с которым дважды (в сезонах 2000/2001 и 2001/2002) становился серебряным призёром, а в сезоне 2002/2003 — чемпионом Украины.
В 2003—2004 годы играл в клубе российской высшей лиги — кирово-чепецкой «Олимпии».
В начале сезона 2004/2005 перешёл в клуб белорусской экстралиги — могилёвское «Химволокно», с которым в том же сезоне стал бронзовым призёром чемпионата Белоруссии.
В 2008—2010 годах вновь вернулся в киевский «Сокол» (в сезоне 2008/2009 выступавшем в высшей лиге России, затем — в белорусской экстралиге), при этом оба сезона (2008/2009 и 2009/2010) становился чемпионом Украины.
В сезоне 2010/2011 выступал в клубе «Гомель» (Белорусская экстралига), в сезоне 2011/2012 — донецком «Донбассе», выступавшем в ВХЛ, вновь победив (со вторым составом клуба) в чемпионате Украины (2011/2012).
В сезоне 2012/2013 играл в киевском «Беркуте», затем перешёл в клинский «Титан» (ВХЛ), а с 2004 года — в клубах Казахстанской хоккейной лиги — сначала в атырауском «Бейбарысе», затем в павлодарском клубе «Иртыш-Павлодар» (с которым стал чемпионом Казахстана в сезоне 2014/2015). С 2005 года выступает за клубы Украинской хоккейной лиги — киевский «Дженералз» (2015/2016) и базирующийся временно в Дружковке «Донбасс» (2016/2017), с которым вновь завоевал золотые медали первенства Украины.

## Карьера в национальных сборных Украины
В 1998—2000 годах приглашался в юниорскую и молодёжную сборные Украины для участия в мировых первенствах среди юношей до 18 и до 20 лет.
В 2002 году и ежегодно с 2004 года вызывается в сборную Украины для участия в различных мировых и европейских турнирах. Является участником 12 мировых первенств (2005, 2007, затем в I дивизионе: 2008, 2009, 2010, 2011, 2012, 2013, 2014, 2015, 2016 и 2017 годы), участвовал в квалификационных турнирах четырёх зимних Олимпиад (2006, 2010, 2014 и 2018 годов).

## Дисквалификация
В 2005 году было сообщение о дисквалификации спортсмена на два года за употребление допинга (причина — положительный результат пробы, взятой во время чемпионата мира). Однако позднее Международный спортивный арбитражный суд в Лозанне аннулировал двухлетнюю дисквалификацию защитника сборной Украины.

## Достижения
- Серебряный призёр чемпионата Украины 2000/2001.
- Серебряный призёр чемпионата Украины 2001/2002.
- Чемпион Украины 2002/2003.
- Бронзовый призёр чемпионата Белоруссии 2004/2005[англ.].
- Чемпион Украины 2008/2009.
- Чемпион Украины 2009/2010.
- Чемпион Украины 2011/2012.
- Чемпион Казахстана 2014/2015.
- Серебряный призёр чемпионата Украины 2015/2016.
- Чемпион Украины 2016/2017.